# Neodiaptomus songkhramensis
Neodiaptomus songkhramensis is een eenoogkreeftjessoort uit de familie van de Diaptomidae. De wetenschappelijke naam van de soort is voor het eerst geldig gepubliceerd in 2002 door Sanoamuang & Athibai.